# السلوم (مركز)
مركز السلوم، مركز إداري مصري. يقع في محافظة مطروح الواقعة في جمهورية مصر العربية. يضم المركز مدينة السلوم و قريتان.